# Помста (телесеріал, 2011)
«Помста» (англ. Revenge) — американський драматичний серіал за мотивами роману Александра Дюма «Граф Монте-Крісто», прем'єра якого відбулася на ABC в середу, 21 вересня 2011 року. Фінальна серія вийшла 10 травня 2015 року.

## Сюжет
Багато років тому подружжя Грейсонів підставило свого друга Девіда Кларка заради власної вигоди. Кларка звинуватили в організації терористичного акту, який спричинив багато смертей. Згодом Девіда вбили у в'язниці. 

Через деякий час в Гемптонс (де відбувались події) приїжджає таємнича Емілі Торн, яку насправді звуть Аманда Кларк. Вона хоче помститись впливовій сім'ї Грейсонів за смерть свого батька.

Із спогадів і документів, які залишив батько Аманди, стає відомо, що 31 серпня 1993 року Девід Кларк був заарештований агентами ФБР та засуджений 9 червня 1995 року. Проти нього давали свідчення друзі та коллеги Вікторія і Конрад Грейсони, секретарка Лідія Девіс та інші. У Девіда були стосунки з Вікторією, якій довелось розірвати відносини з ним, коли Конрад почав погрожувати їй  тим, що вона може втратити їх з Конрадом сина Деніела. 
 Після арешту Девіда маленьку Аманду відправляють до будинку дитини, а згодом до виправної колонії для неповнолітніх, де вона знайомиться з Емілі Торн. Перед від'їздом Аманда віддає свого собаку Семмі другу дитинства Джеку Портеру. Коли їй виповнилось 18, дівчину знаходить Нолан Росс, мультимільярдер, що досяг успіху завдяки батькові Аманди. Він розповідає Аманді, що її батько був несправедливо засуджений і їй належить 49 відсотків акцій його компанії. 
 Аманда вирішує повернутись до Гемптонсу заради помсти під іменем Емілі Торн. Вона орендує будинок у якому колись жила з батьком в теперішньої власниці Лідії Девіс. Лідія стає її першою ціллю у списку людей, що винні у смерті її батька. Згодом між Емілі та Деніелом - сином Вікторії Грейсон виникає роман. Це викликає занепокоєння з боку Вікторії і вона починає шукати відомості про минуле нової сусідки.

## Актори
- Емілі Ван Кемп — Емілі Торн
- Марґарита Левієва — Аманда Кларк
- Медлін Стоу — Вікторія Грейсон
- Габріель Манн — Нолан Росс
- Генрі Черні — Конрад Грейсон
- Ешлі Мадекве — Ешлі Девенпорт
- Коннор Паоло — Деклан Портер
- Нік Векслер — Джек Портер
- Джошуа Боумен — Деніел Грейсон
- Кріста Б. Аллен — Шарлотта Грейсон
- Ештон Голмс — Тайлер Баррол
- Емі Ландекер — Мішель Бенкс